# Битва при Гестилрене
Битва при Гестилрене — сражение, произошедшее 17 июля 1210 года. Это была последняя битва между изгнанным шведским королём Сверкером II и правящим королём Эриком X. Сверкер потерпел поражение в предыдущей битве под Леной, но вернулся с новым войском. Тем не менее, Сверкер был убит в ходе сражения. Точная численность войск, участвовавших в битве, неизвестна.

## Предпосылки
Сверкер II вырос в ссылке в Дании и был провозглашён в качестве короля в 1195/96 году в ущерб четырём сыновьям предыдущего короля Кнута I. Он проводил политику укрепления влияния церкви, но столкнулся с трудностями через двенадцать лет царствования. Единственный оставшийся в живых сын Кнута, Эрик, был поддержан партией биркебейнеров в Норвегии и вытеснил Сверкера в 1207-08 годах. Сверкер обратился за помощью к королю Дании Вальдемару Победоносному и его влиятельным датским родственникам. С сильной армией он вторгся в Вестергётланд в начале 1208 года, но потерпел сокрушительное поражение в битве под Леной. Подавляющая часть датской армии пала на поле битвы. Среди немногих оставшихся в живых был сам Сверкер, который вернулся в Данию.
Папа Иннокентий III, впечатлённый пропапской политикой Сверкера, приказал Эрику урегулировать конфликт с Сверкером или готовиться к серьёзным последствиям. Однако его наставления не возымели желаемого эффекта. Поэтому в Дании была организована новая экспедиция для возвращения шведского престола.

## Сражение
Летом 1210 года Сверкер снова вторгся в шведское королевство, где Эрик тем временем принял титул короля. Армия подошла к месту под названием Гестилрен, где 17 июля (по другой версии 16 августа) он столкнулся с войсками Эрика. Дошедшие до нас подробности о битве крайне скудны. В краткой хронике Закона Готланда говорится, что «Фолькунги отняли у него жизнь, его собственный шурин сделал это с ним в Гестилрене». Аннальная запись сообщает нам о «войне в Гестилрене 16 августа, там пал король Сверкер, Фольке Ярл и многие Фолькунги». Таким образом, шведские войска одержали победу, несмотря на большие потери, в том числе один из их командиров, Фольке Ярл, был убит. С трагической смертью Сверкера война, которая раздирала Швецию в течение двух с половиной лет, подошла к концу, и быстро завершилась миром с Данией.
Битва была победой партии местного самоуправления Фолькунгов, которая выступала против усиления централизации католической монархией. Убийца Сверкера Фольке Ярл, вероятно, был сыном могущественного ярла Биргера Бросы (ум. 1202) и дядей Биргера, чьи потомки правили Швецией после 1250 года. Если это так, он действительно был шурином Сверкера. В ранне-современной историографии королевская ветвь клана также называлась «Фолькунги», что не совсем правильно. Имя могло первоначально упоминаться сторонниками Фольке Ярла в Гестилрене, но затем стало названием для партии или фракции. Партия часто выступала против королевского правления, пока они не были побеждены в битве при Спарсатре в 1247 году, окончательно исчезнув в 1280 году.